# Vietnamellidae
Famille
Genre
Les Vietnamellidae  forment une famille d'insectes éphémères proche des Austremerellidae.
Vietnamella est le seul genre de la famille.

## Liste des espèces
- Vietnamella dabieshanensis You & Su, 1987
- Vietnamella guadunensis Zhou & Su, 1995
- Vietnamella ornata (Tshernova, 1972)
- Vietnamella qingyuanensis Zhou & Su, 1995
- Vietnamella sinensis (Hsu, 1936)
- Vietnamella thani Tshernova, 1972